# Monopsyllus sciurorum
Espèce
Monopsyllus sciurorum est une espèce de puces parasites des micromammifères et notamment des Sciuridae, parfois nommée « psylle de l'écureuil ».
À ne pas confondre avec les psylles qui sont des insectes suceurs de sève qu'on trouve sur les arbres, il s'agit d'un insecte qui se nourrit de sang et qui peut transporter et inoculer divers parasites (dont Rickettsia) ou microbes. Elle peut être trouvée en grand nombre dans les nids de ces animaux.

## Classification
Selon les auteurs Monopsyllus est un genre quand pour d'autres il est un sous-genre de Ceratophyllus. On trouvera donc parfois comme synonyme de cette espèce Ceratophyllus (monopsyllus) sciurorum ou simplement Ceratophyllus sciurorum.